# Ed Perlmutter
Pour les articles homonymes, voir Perlmutter.
Edwin George Perlmutter dit Ed Perlmutter, né le 1er mai 1953 à Denver, est un homme politique américain, représentant démocrate du Colorado à la Chambre des représentants des États-Unis de 2007 à 2023.

## Biographie
Ed Perlmutter obtient son juris doctor de l'université du Colorado à Boulder en 1978 et devient avocat. Il est élu au sénateur du Colorado de 1995 à 2003. Il est le président pro tempore de la chambre lors de son dernier mandat.
Lors des élections de 2006, il se présente à la Chambre des représentants des États-Unis dans le 7e district du Colorado, dans la banlieue de Denver. Le siège est laissé vacant par le républicain Bob Beauprez candidat au poste de gouverneur. Le district compte environ autant de démocrates que de républicains et d'indépendants. Perlmutter remporte la primaire démocrate avec plus de 50 % des suffrages face à deux concurrents. Pendant la campagne, il tente de lier son adversaire républicain, Rick O'Donnell, à l'impopulaire George W. Bush. À partir de l'été, il arrive en tête dans tous les sondages et s'impose comme le favori de l'élection, dans un district qui a pourtant voté à 52 % pour Bush en 2004. Il est élu représentant avec 54,9 % des voix contre 42,1 % pour le républicain.
Il est reconduit pour un second mandat avec 63,5 % des suffrages en 2008. Lors des élections de 2010, il affronte un concurrent sérieux : le conseiller municipal républicain d'Aurora, Ryan Frazier. Malgré une « vague républicaine » au niveau national, il rassemble 53,4 % des voix.
Le redécoupage de 2011 rend le 7e district, devenu au fil des années favorable aux démocrates, plus compétitif. Perlmutter est cependant réélu avec 53,5 % des voix en 2012, 55,1 % en 2014 et 55,2 % en 2016.
Perlmutter envisage de se présenter au poste de gouverneur du Colorado en 2018. Cependant, le 11 juillet 2017, il annonce qu'il ne sera pas candidat en 2018 : ni pour être gouverneur, ni pour être représentant. Il revient sur sa décision durant l'été et se représente dans le 7e district. En novembre 2018, il remporte un nouveau mandat avec 60,4 % des suffrages.
Il remporte en novembre 2020 un huitième mandat au Congrès en battant le républicain Charles Stockham. En janvier 2022, il annonce qu'il ne sera pas candidat à sa réélection lors des élections de novembre.